# Now Is the Time
Now Is the Time — второй студийный альбом Аланис Мориссетт, выпущенный 1 августа 1992 года на лейбле MCA Records только в Канаде. Это второй альбом исполнительницы, записанный при поддержке Лесли Хау, который также работал над её дебютным диском (1991).

## Наследие
В 1995 году Аланис Мориссетт выпустила альбом Jagged Little Pill, который получил положительные отзывы критиков и принёс певице победу на «Грэмми». Руководители лейбла Maverick, выпустившего пластинку, убедили компанию MCA Records изъять из продажи диски Alanis и Now Is the Time, и не упоминали ни один из альбомов во время промокампании Jagged Little Pill. В журнале Spin отмечали, что трансформация Мориссетт из «канадской Дебби Гибсон» в альтернативного музыканта вызвала скептицизм у некоторых канадцев. Как и Alanis, Now Is the Time ныне не продаётся. После выпуска этого альбома контракт Аланис Мориссетт с лейблом MCA истёк. По словам самой певицы, она была довольна завершением сотрудничества с компанией, поскольку хотела начать всё «с чистого листа». В журнале Time альбом назвали «заурядным», а песню «Rain» — «тоскливой», а в газете The Kansas City Star его охарактеризовали как «легковесный фальшивый альбом Мадонны». В Rock and Roll Rarity отметили, что на Now Is the Time Аланис пытается предстать более зрелой, чем на дебютной пластинке, но тексты песен всё ещё «неуклюжи» и диск всё так же запродюсирован. По мнению обозревателей, Now Is the Time звучит иначе, чем Alanis, но «сравнение с Полой Абдул и Джанет Джексон всё ещё имеет место быть».
Певица рассматривала возможность включить песни из своих двух первых альбомов в сборник лучших хитов The Collection (2005), однако её отговорили и она решила этого не делать, сославшись на то, что композиции в стиле танцевальной поп-музыки не будут соответствовать всему остальному материалу из её дискографии.

## Список композиций
Все песни написаны Аланис, Лесли Хау и Сержем Коте.
| №   | Название                            | Длительность |
| --- | ----------------------------------- | ------------ |
| 1.  | «Real World»                        | 4:57         |
| 2.  | «An Emotion Away»                   | 4:14         |
| 3.  | «Rain»                              | 3:52         |
| 4.  | «The Time of Your Life»             | 4:45         |
| 5.  | «No Apologies»                      | 5:02         |
| 6.  | «Can't Deny»                        | 3:55         |
| 7.  | «When We Meet Again»                | 4:10         |
| 8.  | «Give What You Got»                 | 4:56         |
| 9.  | «(Change Is) Never a Waste of Time» | 4:40         |
| 10. | «Big Bad Love»                      | 4:14         |

## Участники записи
- Аланис Мориссетт — вокал, автор песен
- Лесли Хау — продюсирование, инжиниринг, сведение
- Дэн Сегин — обложка альбома
- Эндрю ЛеБланк — фотографирование
- Мартин Солорт — дизайн
- Джон Александр — директор A&R